# 市郊站
市郊站（英語：Suburban Station）是位于美国宾夕法尼亚州费城宾州中心的写字楼建筑及其地下的通勤铁路车站。车站由宾夕法尼亚州东南地区交通局（SEPTA）拥有及运营，是其费城通勤铁路系统位于费城市中心三座车站中最繁忙的一座。本站最初由宾夕法尼亚铁路建设，以取代原宽街站，并于1930年9月28日运营。

## 历史
车站最初被规划为宾夕法尼亚铁路位于费城的市郊铁路尽头站，并取代原地面宽街站的功能。而宾州铁路的成绩列车则使用13街车站。车站全名为宽街市郊车站（英語：Broad Street Suburban Station）。车站上方21层塔楼One Penn Center于1930年——1957年为宾州铁路总部。
当美铁于1972年从宾州中央铁路接手往哈里斯堡方向的“银线号”列车时，因该列车为半通勤性质而从本站始发（除此之外还有往纽约方向的计时员号列车亦从本站始发）。“银线号”于1981年更名为拱心石号列车。1980年代后期，拱心石号列车车底Budd Metroliner状态较差、且美铁当时短缺电力牵引机车，因此美铁于1988年2月1日将所有拱心石号改由内燃机牵引，同时为避免进入市郊站隧道而改至30街车站下层月台到发
市郊站最初是一个有8条轨道和4个月台的尽头站。连接宾州铁路和雷丁铁路的隧道计划早在1950年代就已提出，但直到1960年代后期SEPTA成立后才开始为认真研究该项目的提供财政资源。 该项目在1970年代因缺乏资金而停滞不前，直到费城市长弗兰克·里佐在任期间获得联邦资金拨款。1983年，SEPTA接管了费城地区所有通勤铁路服务的运营。连接隧道工程市中心通勤鐵路聯絡線最终于1984年通车：它将本站的四条股道向东延伸到新的市场东站（现杰佛逊站），同时拓宽了两个现有站台、增加了第五个站台并重新调整线路排布；同时翻新的上盖大楼是宾州中心办公综合体的核心。1986年12月10日，这里发生了一起火车事故，当时机场线列车撞上了一列停止的栗树山西线的列车，造成42人受伤。操作员的毒品检测呈阳性。
BLT建筑事务所于2006年对车站进行改造。车站流线被重新设计以应对新的行人动线。此外，改造工程还包括增加商业面积、改进通风系统、以及重建候车室，并符合《美国残疾人法》的设计要求。位于车站北侧的康卡斯特中心地面设有“冬季花园”，成为车站新的北入口。

## 车站结构

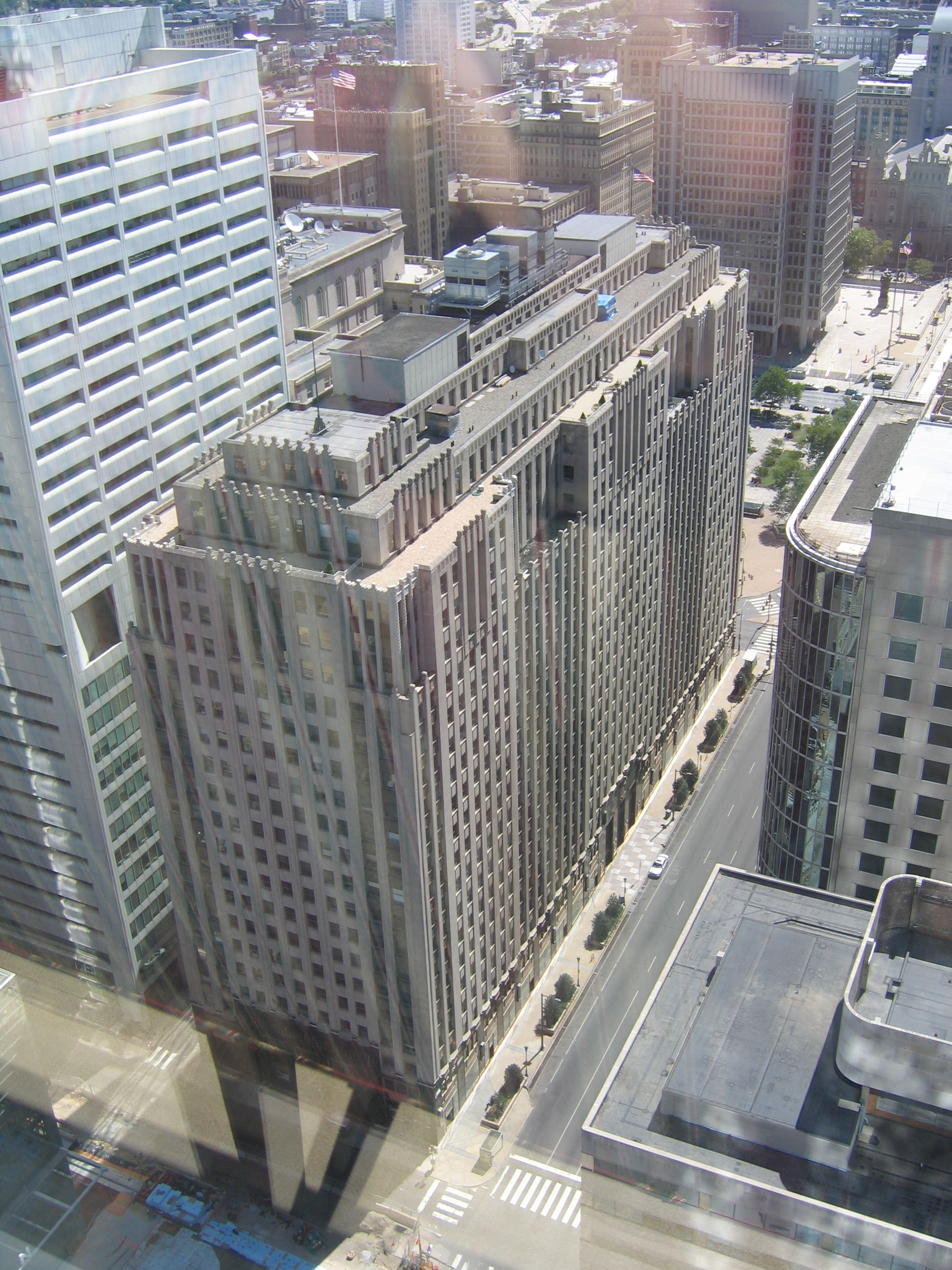
车站大楼远眺
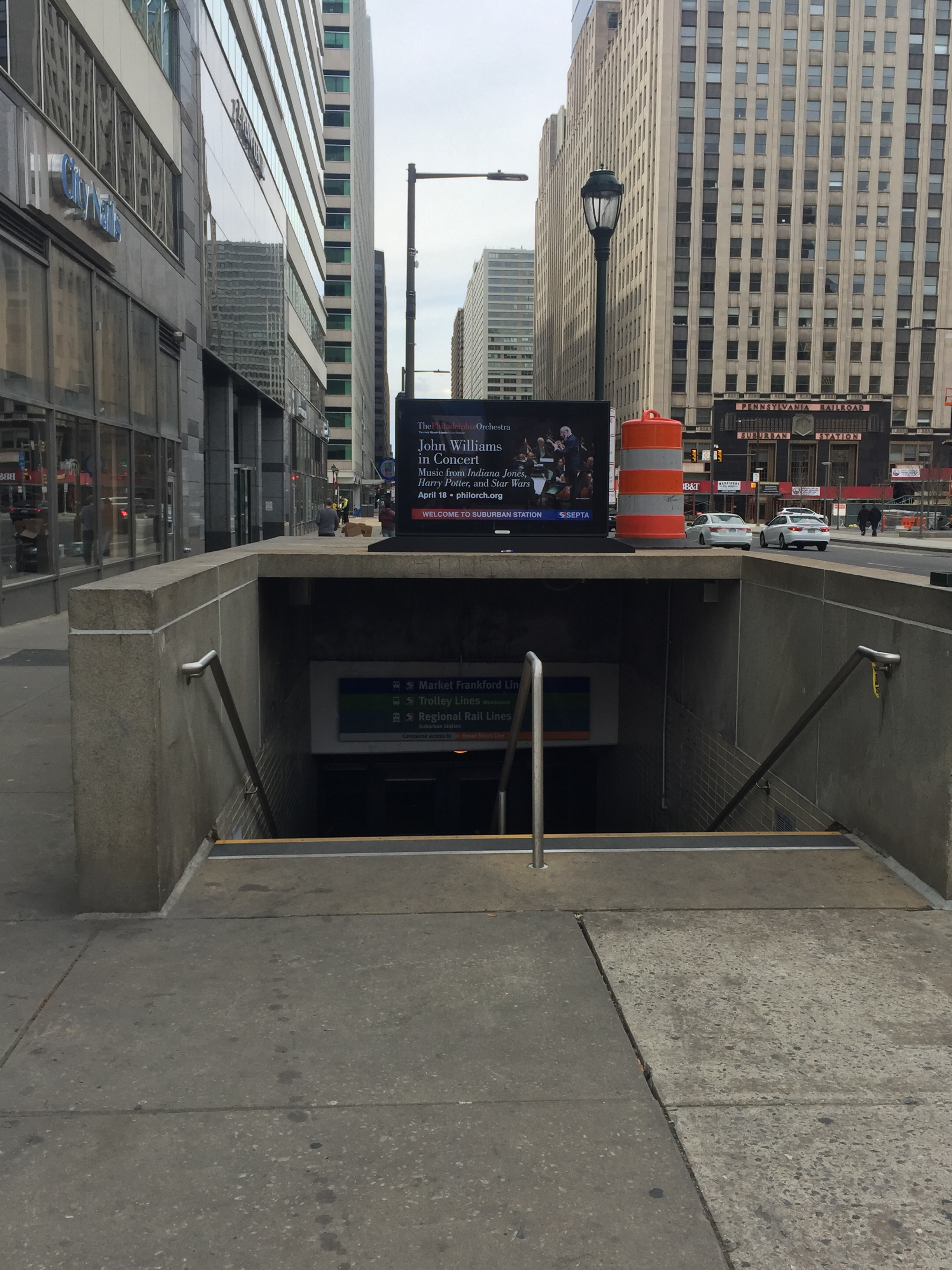
车站入口
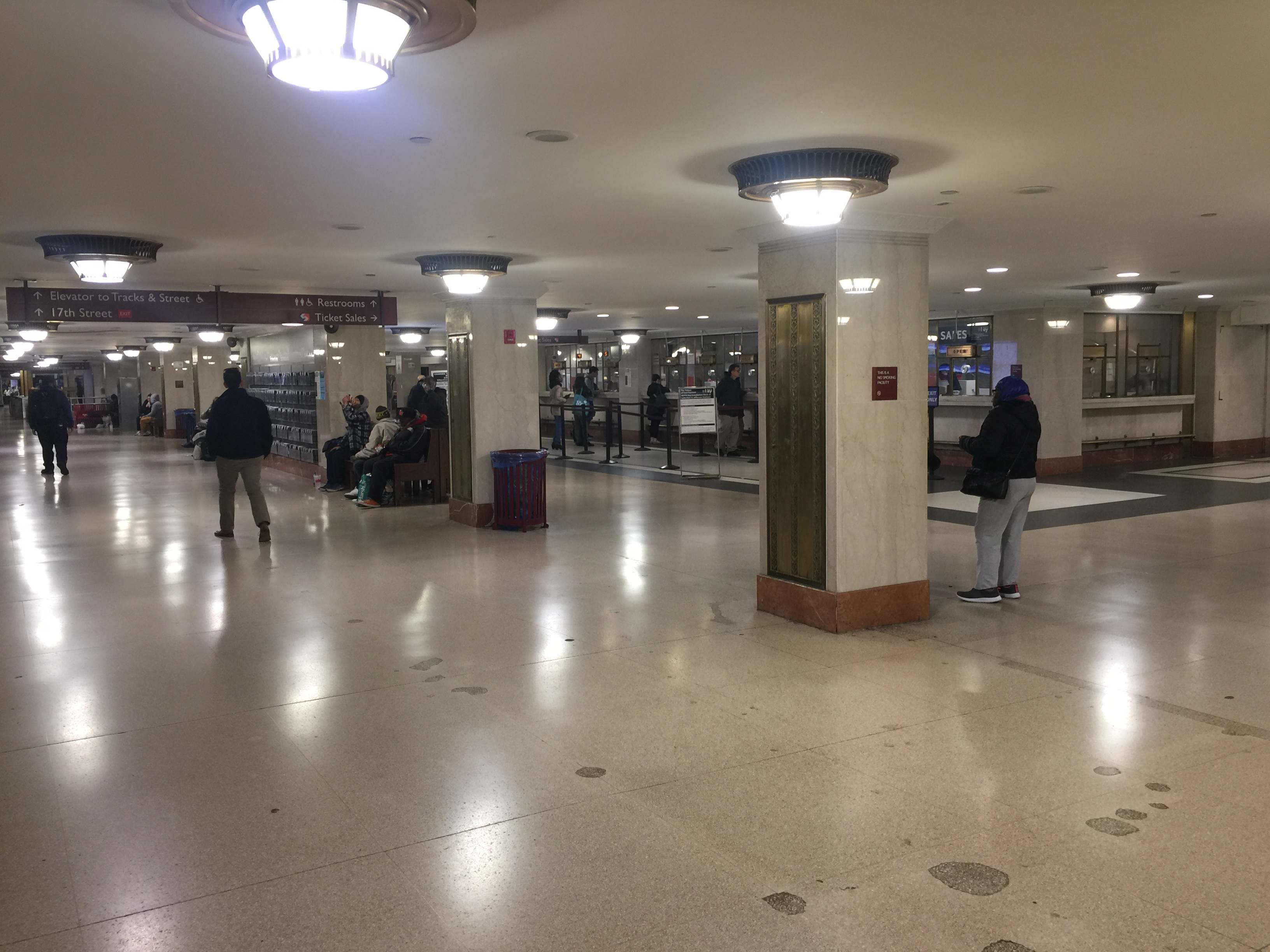
站厅
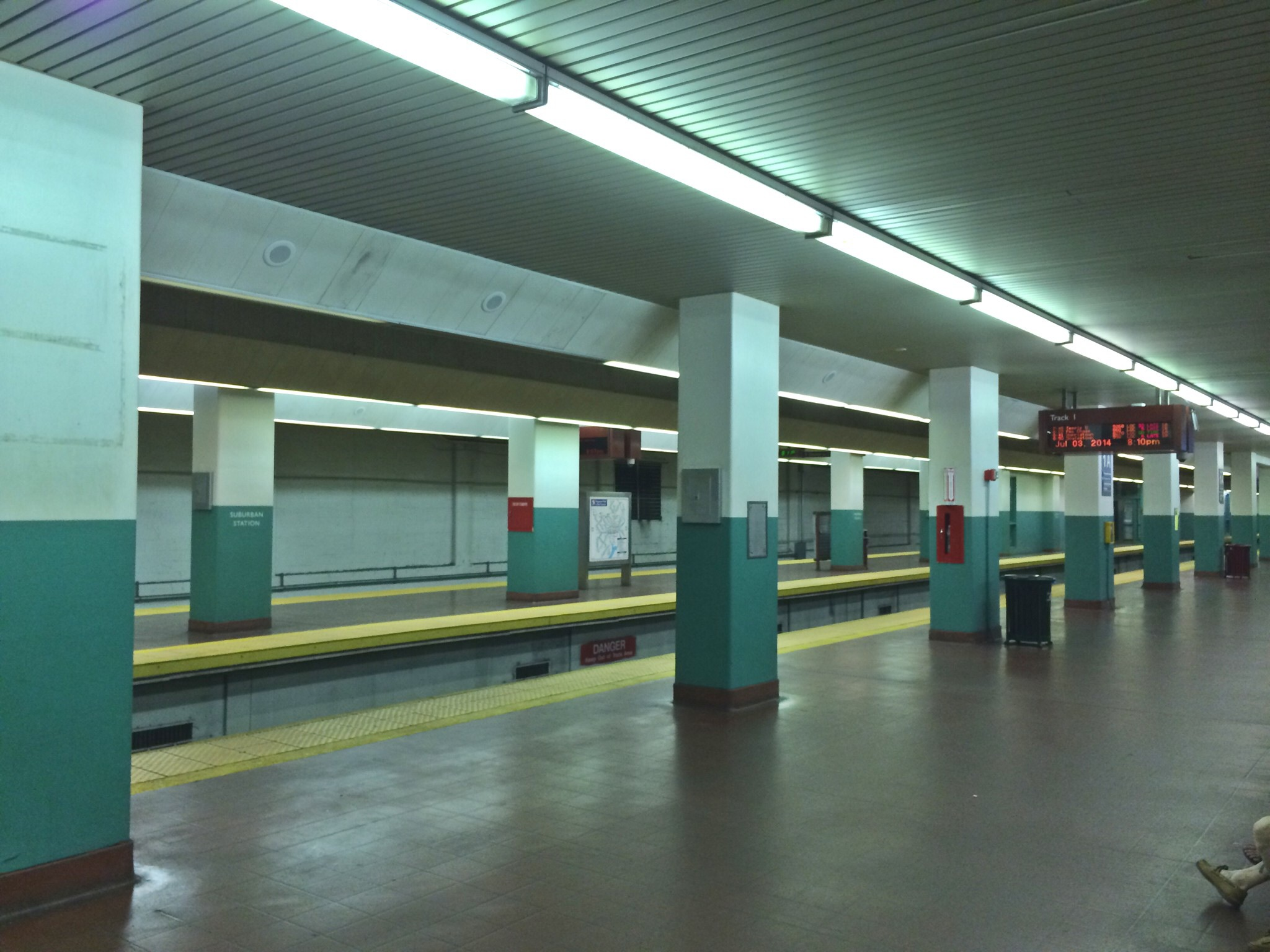
通勤铁路站台
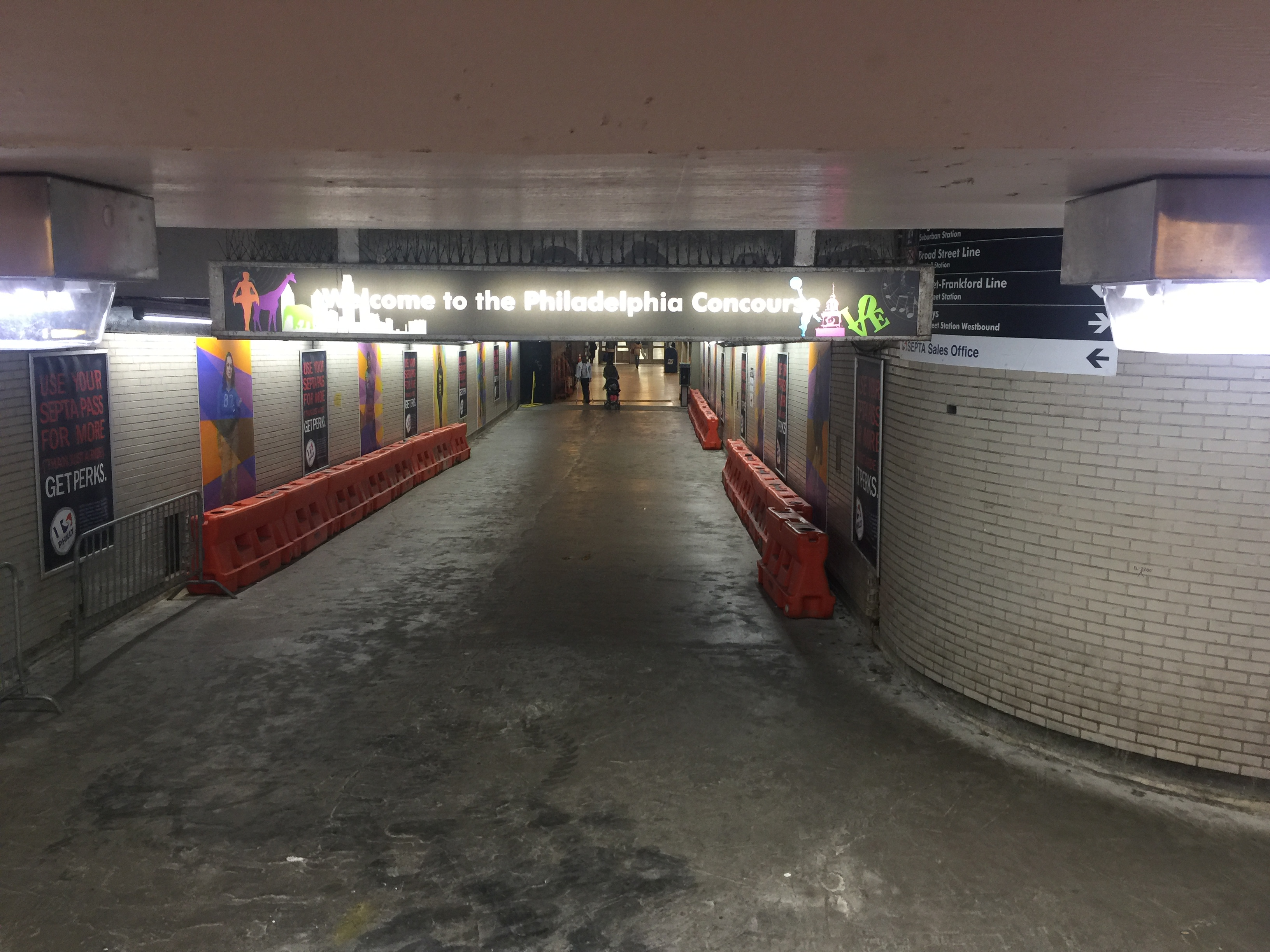
地下通道

车站地下一层为站厅。站厅设有SEPTA的售票处、零售店和餐厅，以及通往其他附近轨道交通车站及写字楼的地下通道。本站可换乘地铁宽街线市政厅站、市場-法蘭克福線和SEPTA地鐵－地面無軌電車15街站，以及港务局交通公司高速线15-16街&皂莢街站。
车站站台位于地下二层，设有8条股道和5座岛式站台。所有费城通勤铁路列车均停靠本站，大部分为直通列车。少数始发快速列车及肯维德线列车会使用北侧的尽头线始发终到；而直通列车会在本站更换乘务。
| G  | 路面     | 出入口、巴士 |
| B1 | 站厅     | 售票、商业、地下通道往15街站和市政厅站 |
| B2 | 7道      | ← ■SEPTA佩奥利/桑代尔线列车往桑代尔（30街） |
| B2 | 岛式站台 | |
| B2 | 6道      | ← ■SEPTA肯维德线列车往肯维德（30街） |
| B2 | 5道      | ← 无常规服务 |
| B2 | 岛式站台 | |
| B2 | 4道      | ←■SEPTA佩奥利/桑代尔线列车往桑代尔（30街） ← ■SEPTA特伦顿线列车往特伦顿（30街）                                                                                           |
| B2 | 岛式站台 | |
| B2 | 3道      | ← ■SEPTA栗树山西线列车往栗树山西（30街） ← ■SEPTA机场线列车往机场（30街） ← ■SEPTA威尔明顿/纽瓦克线列车往威尔明顿、纽瓦克（30街） ← ■SEPTA梅地亚/哇哇线列车往哇哇（30街） |
| B2 | 2道      | ← ■SEPTA沃明斯特线列车往沃明斯特（杰佛逊） → ← ■SEPTA西特伦顿线列车往西特伦顿（杰佛逊） → ← ■SEPTA栗树山东线列车往栗树山东（杰佛逊） →                                    |
| B2 | 岛式站台 | |
| B2 | 1道      | ← ■SEPTA马纳杨克/诺里斯敦线列车往诺里斯敦埃尔姆街（杰佛逊） → ← ■SEPTA兰斯代尔/多伊尔斯敦线列车往多伊尔斯敦（杰佛逊） → ← ■SEPTA福克斯切斯线列车往福克斯切斯（杰佛逊）→   |
| B2 | 岛式站台 | |
| B2 | 0道      | ← 无常规服务 |

- 车站大楼远眺
- 车站入口
- 站厅
- 通勤铁路站台
- 地下通道